# Amazopimpla taunoi
Amazopimpla taunoi är en stekelart som beskrevs av Saaksjarvi, Palacio, Gauld, Jussila och Salo 2003. Amazopimpla taunoi ingår i släktet Amazopimpla och familjen brokparasitsteklar. Inga underarter finns listade i Catalogue of Life.